# 와니노 히쓰메
와니노 히츠메(일본어: 和珥 日爪 わに の ひつめ[*], 생몰년 미상)는 고훈 시대의 호족이자, 와니노오미의 본종이다. 카바네는 오미(臣)이다. 히츠메노오미(日爪臣), 와니노히츠메노오미(丸邇日爪臣), 카스가노히츠메노오미(春日日爪臣), 카스가노 히츠메(春日日爪) 등 여러 별칭, 별칭표기가 있고, 딸은 『기키(記紀)』에 닌켄 천황의 비 아라키미노이라츠메(糠君娘, 아라노와쿠고노이라츠메(糠若子郎女))나 긴메이 천황의 비 아라코(糠子, 아라코노이라츠메(糠子郎女))로 보이지만, 긴메이기(欽明記)ㆍ기의 기사는 닌켄기(仁賢記)・기의 와전으로 보인다.

## 같이 보기
- 아스카 시대 이전의 인물 목록